# Samantha Cristoforetti
Samantha Cristoforetti (Milà, 26 d'abril de 1977) és una pilot d'aviació, la tercera astronauta de l'Agència Espacial Europea i la primera astronauta italiana. Ha format part de l'expedició 42 / 43 i ha estat a bord de l'Estació Espacial Internacional.

## Biografia
Cristoforetti va nàixer a Milà l'any 1977, i va passar la seva infància a Malè (Val di Sole, Trentino). Va estudiar a Bozen i a Trento, i es va llicenciar en enginyeria mecànica a la Universitat Tècnica de Múnic. Va estudiar a l'École nationale supérieure de l'aéronautique et de l'espace a Tolosa de Llenguadoc i a l'Institut Mendèleiev de Química i Tecnologia a Moscou.
A més, també es va graduar en Ciències de l'Aeronàutica a l'Acadèmia Aeronàutica italiana de Pozzuoli, esdevenint una de les primeres dones a ser un pilot tinent i de combat de la força aèria d'Itàlia. Cristoforetti ha acumulat més de 500 hores de vol, i està habilitada per pilotar els següents avions:
- Aermacchi MB-339 (A, CD)
- Aermacchi SF-260
- AMX International AMX
- Cessna T-37 Tweet
- Northrop T-38 Talon

## Soyuz

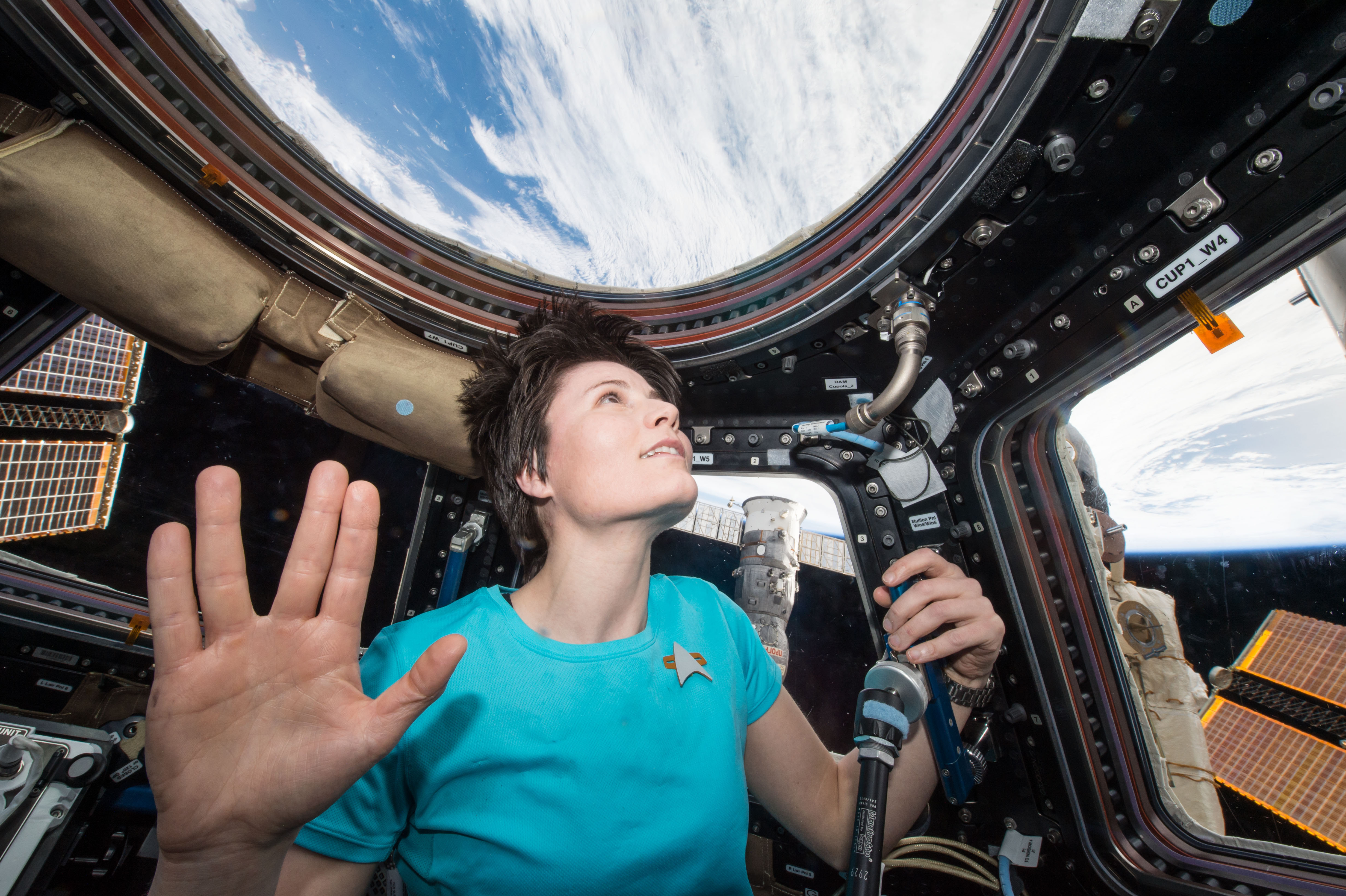
Samantha Cristoforetti saludant com els vulcanians en record a Leonard Nimoy, des de l'estació espacial internacional.

El maig de 2009 va ser seleccionada com a astronauta per l'ESA, esdevenint la primera dona italiana i la tercera europea en tenir aquest rol. Cristoforetti va resultar escollida en un procés de selecció que preveia l'elecció de sis astronautes d'entre més de 8.500 aspirants.
El 3 de juliol de 2012, l'Agència Espacial Europea va anunciar que Samantha Cristoforetti estava a punt per a una missió de llarga durada a la ISS durant l'any 2014. Així doncs, el novembre de 2014, Samantha Cristoforetti es va convertir en la primera dona italiana a anar a l'espai a bord de la nau espacial Soyuz, formant part de la tripulació de la missió número 42 Soyuz TMA-15M.
A més, Cristoforetti també va esdevenir la dona en estar més temps a l'espai en una única missió, en tant que estigué 199,7 dies a l'Estació Espacial Internacional, superant el rècord de l'astronauta de la NASA Sunnita Williams, qui hi va romandre 195 dies. El rècord masculí de permanència a l'espai està a mans de Valeri Poliakov.
Cristoforetti va tornar a la terra l'11 de juny de 2015.